# Loubressac
Loubressac es una comuna francesa del departamento del Lot en la región de Mediodía-Pirineos. Está clasificada en la categoría de les plus beaux villages de France.
Como curiosidad en ella se rodó la película Quelques messieurs trop tranquilles (Georges Lautner 1973).